# نظام هاي الغذائي
نظام هاي الغذائي (بالإنجليزية: Hay Diet)‏، هو نظام أسّسه الطبيب ويليام هاورد هاي William Howard Hay من New York في أعوام ال 1920. يفصل الأطعمة إلى ثلاث مجموعات : القلوية، الحمضية والمحايدة. (استخدام هذه المصطلحات من قبل هاي لا تنطبق تماماً مع الاستخدام العلمي أي درجة الحموضة في الأطعمة).
الأطعمة الحمضية لا تنخلط مع الأطعمة القلوية. الأطعمة الحمضية هي غنية بالبروتين، اللحوم، الأسماك، الألبان الخ..القلوية هي الأطعمة الغنية بالنشويات كالأرز، الحبوب، البطاطا.
يرتكز نظام هاي على تناول 3 وجبات يومياً على أن تتألف الوجبة الأولى من الأطعمة القلوية فقط. الوجبة الثانية من البروتين مع السلطة، الخضار والفاكهة. اما الوجبة الثالثة فتتألف من النشويات، الخضار والفاكهة المحلاة. يجب أن يكون هناك فاصل 4-4.5 ساعات بين الوجبات.